# Шофонтен
Шофонтен (на френски: Chaudfontaine) е селище в Югоизточна Белгия, окръг Лиеж на провинция Лиеж. Населението му е около 21 000 души (2006).